# Marco Kreuzpaintner

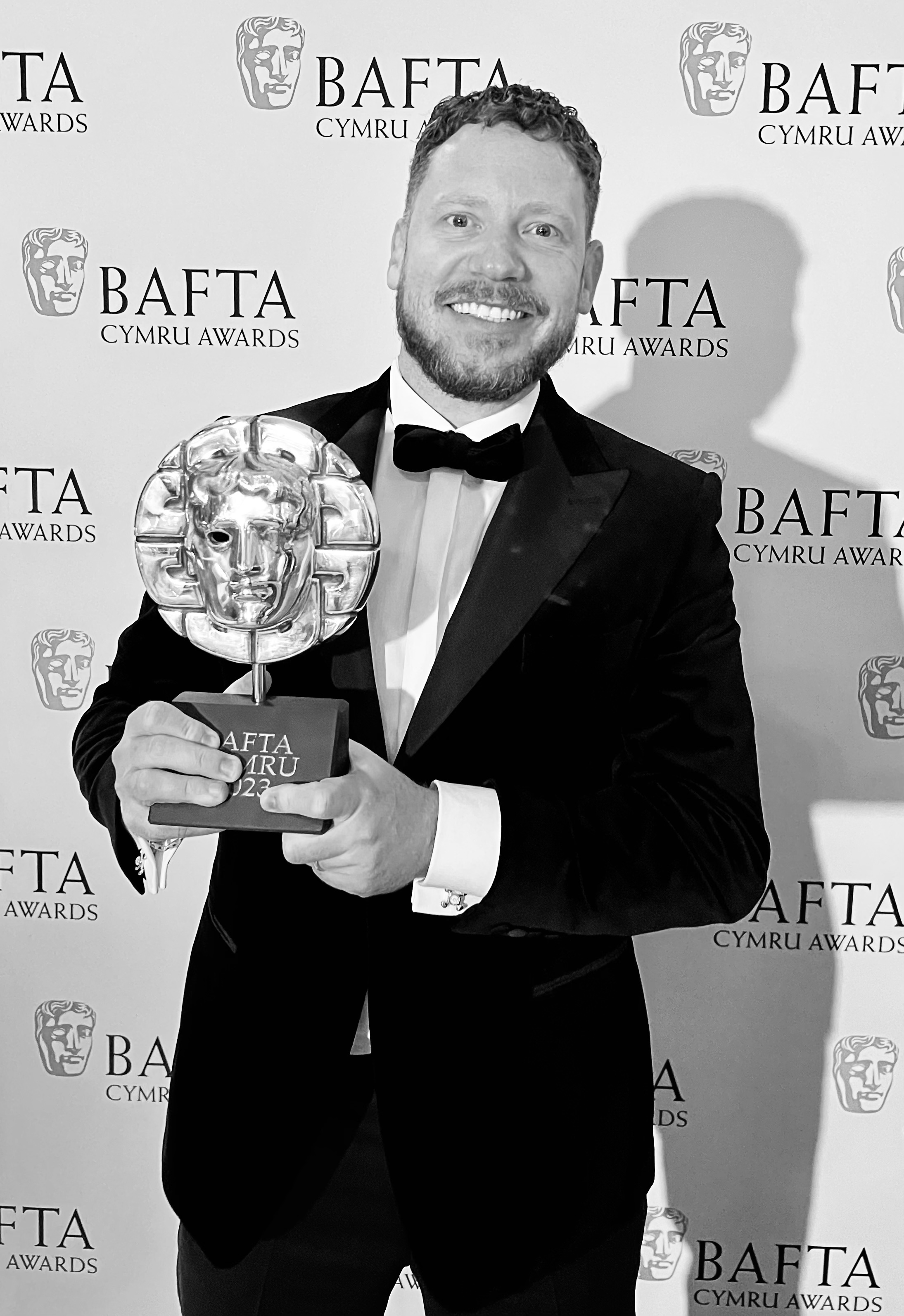
Marco Kreuzpaintner bei der British Film Academy Verleihung 2023

Marco Johann Kreuzpaintner (* 11. März 1977 in Rosenheim, Bayern) ist ein mit dem BAFTA Cymru Award ausgezeichneter deutscher Filmregisseur, Drehbuchautor und Produzent.

## Leben
Kreuzpaintner machte im Luitpold-Gymnasium Wasserburg am Inn sein Abitur und studierte anschließend Kunstgeschichte in Salzburg. Das Filmhandwerk erlernte er autodidaktisch bei Jobs in der Film-, Werbe- und Musikvideoproduktion. Er wurde Assistent von Peter Lilienthal und 1998 von Edgar Reitz. 1999 übernahm er die deutsche Synchronassistenz für den Stanley-Kubrick-Film Eyes Wide Shut.
Im gleichen Jahr erregte sein erster Kurzfilm Entering Reality Aufmerksamkeit auf Filmfestivals. Mit Oliver Weiss gründete er 1999 die Produktionsfirma Die Filmmanufaktur. 2000 entstand der Kurzfilm Der Atemkünstler, der für den Talentpreis First Steps nominiert wurde, 2002 der TV-Pilotfilm Rec – Kassettenmädchen/Kassettenjungs. Sein Film Ganz und Gar wurde für den Max-Ophüls-Preis nominiert.
2003 kam sein erster Spielfilm Ganz und gar mit David Rott in der Hauptrolle in die deutschen Kinos, der das Leben eines jungen Beinamputierten schildert. 2004 folgte das Drama Sommersturm, das sich nach Kreuzpaintners Angaben an sein eigenes Coming-out als junger Schwuler anlehnt. 2005 wurde Kreuzpaintner als Bester Nachwuchsregisseur für seine Regie bei Sommersturm mit dem New Faces Award ausgezeichnet. 2006 folgte das Drehbuch für die Verfilmung des Jugendbuchs Die Wolke, welche mit dem Bayerischen Filmpreis für den Besten Kinder- und Jugendfilm ausgezeichnet wurde.
2007 kam der amerikanische Spielfilm Trade – Willkommen in Amerika mit Kevin Kline international in die Kinos. Darin geht es um Menschenhandel, Zwangsprostitution und moderne Sklaverei. Für diesen Film ist Kreuzpaintner mit dem Cinema for Peace Special Award des Hessischen Filmpreises ausgezeichnet worden. Trade wurde von Rosilyn Heller produziert und sollte ursprünglich unter der Regie von Roland Emmerich gedreht werden; da dieser allerdings zur gleichen Zeit in der Vorbereitung für sein Regie-Projekt 10.000 B.C. steckte, suchte er einen anderen Regisseur und lernte dabei 2003 in München Marco Kreuzpaintner kennen. Trade war der erste Film, der jemals seine Uraufführung vor der Generalversammlung der Vereinten Nationen erleben durfte auf Einladung von Ban Ki Moon. Für Trade erhielt Marco Kreuzpaintner auch den renommierten Filmpreis „Die Brücke – den Friedenspreis des Deutschen Films“.
Am 9. Oktober 2008 kam Krabat in die deutschen Kinos, eine Verfilmung von Otfried Preußlers gleichnamigem Jugendbuch. Hauptdarsteller in dem Film sind Robert Stadlober, Daniel Brühl und David Kross. Der Film wurde mit 1,8 Millionen Kinobesuchern zu einem der Kinohighlights 2008 und wurde u. a. mit dem Bayerischen Filmpreis ausgezeichnet.
Mit dem Filmproduzenten Christopher Zwickler und unterstützt von Roland Emmerich gründete er 2012 das Internet-Start-Up flimmer.de zur Vermarktung von Kinotrailern.
2009 gründete Regisseur Marco Kreuzpaintner in Berlin die Produktionsfirma Summerstorm Entertainment. Beteiligt waren auch die Produzenten Gabriela Bacher und Fabian Wolfart. Mit der Firma drehte Kreuzpaintner 2013 in Berlin die Komödie Coming In mit Kostja Ullmann und Aylin Tezel. Sie kam am 23. Oktober 2014 in die Kinos. Kreuzpaintner verließ die Firma 2018 auf seinen Wunsch hin, um als freier Regisseur zu wirken.
Danach drehte Kreuzpaintner mehrere Werbespots für Haribo mit Bully Herbig. Im Sommer 2015 folgte für den BR Kreuzpaintners Polizeiruf 110 unter dem Titel Und vergib uns unsere Schuld, der ihm eine Nominierung für den Grimme-Preis einbrachte. Kreuzpaintner begann kurz darauf, sich zurück auf seinen Ursprung als Autorenfilmer zu besinnen und konzipierte für Warner Bros. Entertainment die Serie Beat, die seit November 2018 bei Amazon Prime Video als Prime Originals zu sehen ist. Kreuzpaintner führt bei allen sieben Episoden Regie.
Kreuzpaintner wurde für Beat mit dem Grimme-Preis ausgezeichnet. Die Thriller-Serie, die in der weltbekannten Techno-Szene von Berlin angesiedelt ist, wurde vor allem international ein Hit.
Kreuzpaintner verlegte seinen Lebensmittelpunkt 2019 nach London und arbeitet seit dem hauptsächlich an internationalen Projekten. Bei der Anthologie-Serie Soulmates führt er Regie bei zwei Episoden, die er mit Bill Skarsgård und Nathan Stewart-Jarrett, sowie Laia Costa und Shamier Anderson besetzte. Ted-Lasso-Star Brett Goldstein schrieb eines der Drehbücher dafür.
Kreuzpaintner lernte 2020 den britischen Drehbuchautor Joe Barton kennen und führte bei dessen Sci-Fi-Serie The Lazarus Project Regie und wirkte als Executive Producer. Die Serie, die hierzulande bei Sky Deutschland zu sehen ist, wird weltweit vertrieben und ist in den USA bei HBO Max und TNT zu sehen. Für  The Lazarus Project gewinnen Barton und Kreuzpaintner einen British Academy Film Award für das Beste TV-Drama.
2022 adaptiert Kreuzpaintner die Graphic Novel Bodies für Netflix. Die 8-teilige Miniserie Bodies mit Shira Haas, Jacob Fortune-Lloyd, Kyle Soller und  Stephen Graham rangiert drei Wochen lang auf Platz 1 der weltweiten Netflix Charts.
2023 wirkt Marco Kreuzpaintner zusammen mit Roland Emmerich als Regisseur und Executive Producer bei der mit 150 Mio. US-Dollar budgetierten US-amerikanischen TV-Serie Those About to Die. Bei der Serie, die über das dreckige Geschäft mit dem Blutsport im antiken Rom erzählt, spielen Anthony Hopkins, Iwan Rheon, Tom Hughes und Sara Martins in den Hauptrollen. Das Drehbuch schrieb der für Der Soldat James Ryan mit dem Oscar ausgezeichnete Autor Robert Rodat. Die Serie war wochenlang auf Platz 1 in 41 der 45 von Amazon Prime lizenzierten Ländern. In den USA ist die Serie auf dem NBC Streaming Kanal Peacock zu sehen.  
Marco Kreuzpaintner ist seit 2023 mit dem britischen Drehbuchautor und Comedian Owen Petty verheiratet.
Marco Kreuzpaintner ist Mitglied im Bundesverband Regie, der Directors Guild of America, der British Academy of Film and Television Arts, der Deutschen Filmakademie und der Europäischen Filmakademie.

## Filmografie
- 1999: Entering Reality (Produzent, Idee, Regie)
- 2000: Der Atemkünstler (Produzent, Drehbuch, Regie)
- 2000: Nebensächlichkeiten (Regie)
- 2002: REC – Kassettenjungs/Kassettenmädchen (Regie)
- 2003: Ganz und gar (Regie)
- 2004: Sommersturm (Drehbuch, Regie)
- 2006: Die Wolke (Drehbuch)
- 2007: Trade – Willkommen in Amerika (Regie)
- 2008: Krabat (Drehbuch, Regie)
- 2014: Coming In (Drehbuch, Regie)
- 2016: Polizeiruf 110: Und vergib uns unsere Schuld (Regie), TV
- 2017: Sanft schläft der Tod (Fernsehfilm)
- 2018: Beat (Creator und Regie)
- 2019: Der Fall Collini
- 2020: Soulmates (Fernsehserie, 2 Folgen)
- 2022: The Lazarus Project (Fernsehserie)[3], Folgen 1–4, Regie und Executive Producer
- 2023: Bodies (britische Fernsehserie für Netflix, Folgen 1–4, Regie und Executive Producer)[4]
- 2024: Those About to Die  (Regie, Produktion)